# 莫紐門特 (新墨西哥州)
莫紐門特（英語：Monument）是位於美國新墨西哥州利縣的普查規定居民點。

## 人口
根據2020年美國人口普查的數據，莫紐門特的面積為13.67平方千米，皆為陸地。當地共有人口213人，而人口密度為每平方千米15.58人。